# Onthophagus elongatus
Onthophagus elongatus är en skalbaggsart som beskrevs av Frey 1954. Onthophagus elongatus ingår i släktet Onthophagus och familjen bladhorningar. Inga underarter finns listade i Catalogue of Life.